# Lacoste, Vaucluse
Lacoste är en kommun i departementet Vaucluse i regionen Provence-Alpes-Côte d'Azur i sydöstra Frankrike. Kommunen ligger i kantonen Bonnieux som tillhör arrondissementet Apt. År 2022 hade Lacoste 453 invånare. Befolkningen brukar fördubblas under högsommarens turistsäsong.

## Geografi
Lacoste är en gammal bergsby med utsikt över byn Bonnieux och bergsmassivet Grand Luberon i öster, och flankerad av Mont Ventoux i norr och Petit Luberon i söder.

## Historia
Lacoste är mest känt för sin ökände invånare Donatien Alphonse Francois greve de Sade, eller markis de Sade, som under 1700-talet bodde i slottet La Coste med uppsikt över byn. Pierre Cardin köpte slottet 2001.

## Befolkningsutveckling
Antalet invånare i kommunen Lacoste
| Referens: INSEE |